# Акінжели Богдан Олегович
Богдан Олегович Акінжели (1 вересня 1993 — лютий 2023, Луганська область) — український військовослужбовець, солдат Збройних сил України, учасник російсько-української війни. Почесний громадянин міста Тернополя (2023, посмертно).

## Життєпис
Богдан Акінжели народився 1 вересня 1993 року.
Загинув в лютому 2023 року на Луганщині.
Похований на Алеї Героїв Микулинецького кладовища м. Тернополя.

## Нагороди
- почесний громадянин міста Тернополя (3 березня 2023, посмертно) — за вагомий особистий вклад у становленні української державності та особисту мужність і героїзм у виявленні у захисті державного суверенітету та територіальної цілісності України[1].